# Gli eredi dell'Eden
Gli eredi dell'Eden (A Sparrow Falls, 1977) è un romanzo d'avventura scritto da Wilbur Smith ambientato durante e dopo la Prima Guerra Mondiale.

## Trama
Il protagonista del libro non è un Courteney ma è Mark Anders, un giovane che vive nella fattoria Andersland nei pressi del Passo Chaka, in Sudafrica.
Orfano di entrambi i genitori, Mark viene cresciuto dal nonno John, che gli insegna ad amare la natura, la libertà e la sua carabina. Durante la I Guerra Mondiale combatte in Europa, tiratore scelto nel reparto di fucilieri del generale di brigata Sean Courteney. La drammatica uccisione per mano sua di un cecchino tedesco (un ragazzo della sua età) lo sconvolge, e nella stessa occasione rimarrà anch'esso gravemente ferito. 
Una volta guarito e preso congedo, al ritorno dalla guerra scopre che il nonno è morto ed ha venduto la fattoria: ora la casa è abbandonata, la foresta è stata spazzata via e al posto dei pascoli vi sono piantagioni di canna da zucchero. Mark indaga sulla morte del nonno, avvenuta in dubbie circostanze sul Passo Chaka. Scopre ben presto che il nonno è stato vittima di una macchinazione ordita da Dirk Courteney, figlio rinnegato di Sean, ricchissimo e spietato uomo d'affari. Quest'ultimo tenterà per ben due volte di far uccidere Mark, finché Mark, dopo varie vicissitudini, troverà impiego nella dimora di Sean Courteney. Lì conoscerà Storm, la bellissima figlia di Sean. Tra i due col tempo nasce l'amore, ma un inatteso evento rovina l'idillio, provocando la fuga di Storm (che si sposerà con un altro) e facendo decidere Mark a sposare Marion, con la quale è da tempo fidanzato.
Mark è chiamato da Sean ad organizzare la nuova area protetta del Passo Chaka. Marion segue Mark nella dura e selvaggia vita al Passo Chaka, allietata solo da Pungushe (uno zulù salvato da Mark) e dalle sue mogli e figli. Mark, nel frattempo, pur continuando nel suo lavoro non smette di cercare la tomba del nonno e le prove del coinvolgimento di Dirk Courteney, così come non smette di pensare a Storm.
L'orribile morte di Marion riavvicina Storm e Mark. Nel frattempo, vicende politiche avverse sembrano vanificare gli sforzi di Mark, che vedrà reale il rischio che la riserva del Passo Chaka divenga una immensa diga. Eppure, un passo falso di un tirapiedi di Dirk dà a Mark l'opportunità di inchiodare l'assassino del nonno. Un imprevedibile finale conclude degnamente questo ottimo lavoro di Wilbur Smith, che riesce a concertare l'immagine di una fiabesca ed affascinante Africa con drammatici e inaspettati eventi che di continuo sconvolgono la storia.

## Edizioni
- Wilbur Smith, Gli eredi dell'Eden, traduzione di Maria Giulia Castagnone, Collana La Gaja Scienza n.69, Milano, Longanesi, 1983,  p. 545.

- Wilbur Smith, Gli eredi dell'Eden, traduzione di Maria Giulia Castagnone, Teadue, Milano, TEA, 1994,  p. 545.

- Wilbur Smith, Gli eredi dell'Eden, traduzione di Maria Giulia Castagnone, Teadue, Milano, TEA, 2000,  p. 545.

- Wilbur Smith, Gli eredi dell'Eden, traduzione di Maria Giulia Castagnone, Best TEA, Milano, TEA, 2009,  p. 457, ISBN 9788850219483.

- Wilbur Smith, Gli eredi dell'Eden, traduzione di Maria Giulia Castagnone, Super TEA, Milano, TEA, 14 ottobre 2021,  p. 546, ISBN 9788850262151.